# GUM áruház

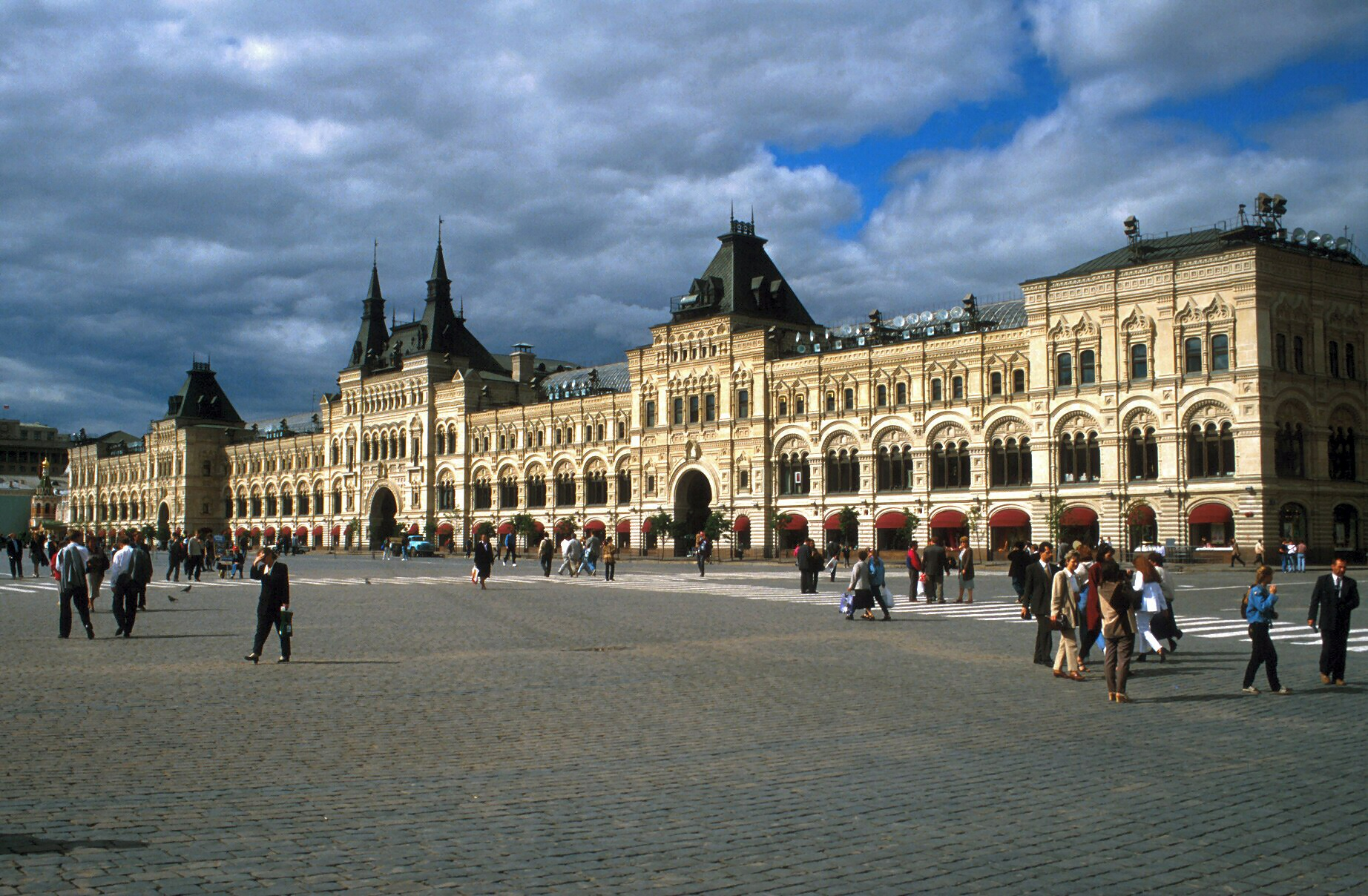
A GUM áruház kívülről...

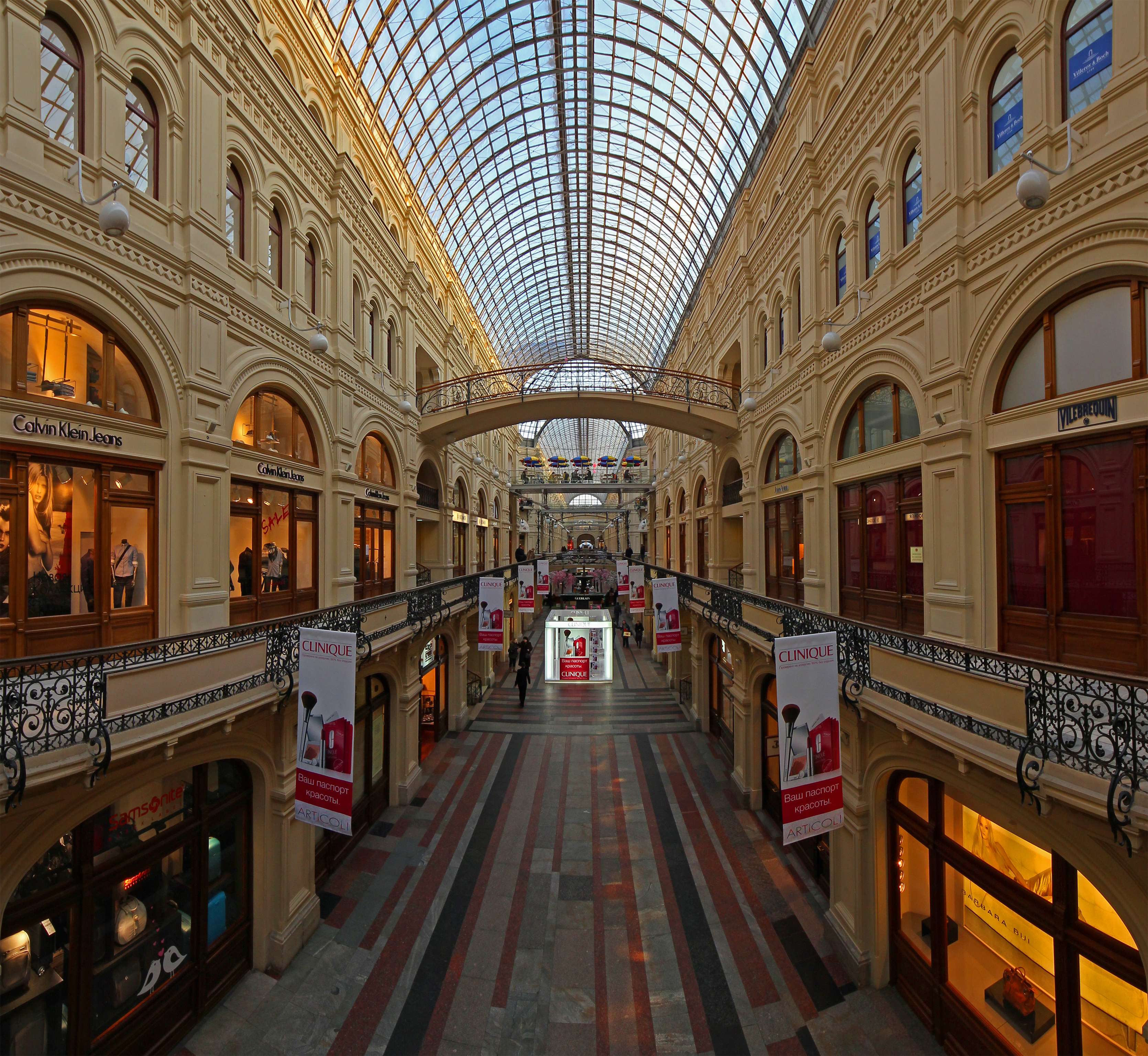
...és belülről

A GUM áruház (oroszul: ГУМ, Главный универсальный магазин – Fő Nagyáruház) Moszkvában a Vörös teret határoló, közismert áruház.

## Története
A Vörös tér keleti oldalán eredetileg a Felső Kereskedősor árudái foglaltak helyet, ez a negyed azonban 1825-ben leégett. Az ez után kialakult, áldatlan állapotok felszámolására 1890 és 1893 között építették fel a kor orosz építészetének megfelelő stílusban a négy hosszanti épületből és köztük három hosszú, üvegtetővel fedett, átjárókkal összekötött csarnokból álló épületegyüttest, amelyben megnyitásakor több mint ezer üzlet kapott helyet. 1925-ig eredeti feladatait látta el, ekkor pártirodákat helyeztek el benne. 1953 óta ismét áruház, egyben fontos turistalátványosság is. Működése inkább a mai plázák működésére hasonlított, mivel sok különböző egymástól, többé-kevésbé függetlenül működő üzlet volt benne, ellentétben az akkor szokásos nagyáruházi modellel.
A GUM eredetileg a Государственный универсальный магазин, azaz Állami Nagyáruház nevet viselte. A Szovjetunió összeomlását követően, 1992-ben privatizálták, ezzel összefüggésben kapta meg a mai nevét, megtartva a világszerte ismertté vált GUM rövidítést.
Napjainkban luxusáruház.